# Le Grand Sancy
Ne doit pas être confondu avec le diamant Le Grand Sancy.
Le Grand Sancy est un domaine skiable français situé dans les monts Dore en Auvergne-Rhône-Alpes, au pied du plus haut sommet du Massif central. Créé en 1961, il rassemble les stations de Super-Besse, de Chastreix-Sancy et du Mont-Dore. Les conditions climatiques (brouillard, givre, vent et tempête) empêchent parfois la liaison entre les différentes stations.

## Présentation
- 84 km de pistes :
- 21 pistes vertes, 17 pistes bleues, 15 pistes rouges, 5 pistes noires, 250 km de pistes de ski de fond
- 2 snowparks
- Vaste domaine de ski hors piste & de ski de couloirs (pentes jusqu'à 60°) sur le Mont-Dore
- 35 remontées mécaniques dont une gratuite
- 1 funitel (côté Super-Besse)
- 1 téléphérique (côté le Mont-Dore)
- 8 télésièges
- 22 téléskis
- 3 tapis
- 430 enneigeurs[1]

## Les stations
- Super-Besse
- Le Mont-Dore
- Chastreix-Sancy

### Équipements
La majorité du parc des remontées mécaniques du domaine supérieur se compose de téléskis. Ce choix est dû au climat du Massif du Sancy. En effet, son isolement par rapport aux autres massifs du Massif central et sa situation géographique (premier massif montagneux depuis la côte Atlantique) entraîne à chaque passage d'une perturbation océanique la création de givre important et de vents particulièrement forts.
Ce type de climat a incité la station de Super-Besse à se doter d'un funitel afin de garantir une exploitation par vents forts (l'ancienne télécabine n'ouvrait qu'un tiers de l'hiver à cause du vent et du givre). On retrouve d'autres installations conséquentes au Mont-Dore avec 2 téléphériques (souvent un seul est ouvert, l'autre servant en cas de révision du premier ou de forte affluence).
Cependant, dans les zones plus abrités, les télésièges sont appréciés pour leur débit et leur confort.
Différents constructeurs ont équipé les domaines de Super-Besse et du Mont-Dore : Montaz Mautino, Gimar Montaz Mautino, Poma, CCM Finotello, Doppelmayr, Applevage, Weber…

### Historique du Grand Sancy
Liste des nouveautés du Grand Sancy de sa création à aujourd'hui.
Les noms en gras indiquent les remontées en service et les noms en italiques indiquent celles qui ont été démontées.
- 2017 : Fin du service du télésiège 2p Chômets au Mont-Dore.
- 2015 : Construction du télésiège 4p débrayable de la Falaise à Super-Besse.
- 2011 : Construction du télésiège 4p Les Longes au Mont-Dore.
- 2010 : Construction du télésiège 4p Bois du Loup à Super-Besse.
- 2009 : Construction du téléski Marmottes au Mont-Dore.
- 2008 : Construction du funitel 20 places/cabine Perdrix à Super-Besse.
- 2006 : Construction du télésiège 4p Tremplin et du téléski Val d'Enfer au Mont-Dore.
- 2005 : Construction des téléskis Ferrand-Nord et Ferrand-Sud au Mont-Dore et du téléski Col de Couhay à Super-Besse.
- 2004 : Construction du téléski Val de Courre au Mont-Dore.
- 2002 : Construction du télésiège 4p Dore au Mont-Dore.
- 1998 : Construction du télésiège 4p Perce-Neige à Super-Besse.
- 1995 : Construction du téléski Plateau au Mont-Dore.
- 1989 : Construction du télésiège 4p Plaine des Moutons et du téléski Bergerie à Super-Besse.
- 1984 : Construction des téléskis Dore 2 et Longes 3 au Mont-Dore.
- 1983 : Construction du téléski Madalet 1 à Super-Besse et du téléski Dore 1 au Mont-Dore.
- 1982 : Construction du téléski Madalet 2 à Super-Besse.
- 1981 : Construction du téléski Débutants à Super-Besse.
- 1980 : Construction des téléskis Biche 2 et Perdrix 1 à Super-Besse.
- 1979 : Construction des téléskis Lac 2, Paillaret 1 et Paillaret 2 à Super-Besse.
- 1974 : Construction du télécabine 6p Perdrix et du téléski Patinoire à Super-Besse.
- 1973 : Construction du téléski Chômets 2 au Mont-Dore.
- 1972 : Construction des téléskis Pied de la A, Val de Courre 2 et Val de Courre 3 au Mont-Dore et des téléskis Lac 1 et Moyenne Rouge à Super-Besse.
- 1971 : Construction du télésiège 2p Chômets au Mont-Dore.
- 1969 : Construction du téléski Perdrix 2 à Super-Besse.
- 1968 : Construction du télésiège 2p Mathusalem et du téléski Chômets 1 au Mont-Dore.
- 1967 : Construction du télésiège 2p Falaise à Super-Besse.
- 1965 : Construction du télésiège 2p Cascade et des téléskis Bleue et Ecole à Super-Besse.
- 1964 : Construction du téléski Paillaret à Super-Besse et des téléskis Longes 1, Longes 2 et Pas de l'Âne au Mont-Dore.
- 1963 : Construction du téléski Petite Rouge à Super-Besse.
- 1962 : Construction du téléphérique Sancy 2 et du téléski Ferrand-Sud au Mont-Dore, ouverture de la liaison Mont-Dore <> Super-Besse.
- 1961 : Création du Domaine Skiable du Grand Sancy avec l'ouverture de Super-Besse. Construction du télécabine 2p Perdrix ainsi que des téléskis Biche 1, Grande Rouge et Perdrix 1 à Super-Besse. Construction du téléski Ferrand-Nord au Mont-Dore.

NB : une dizaine de remontées-mécaniques n'ont pas été inscrites dans la liste ci-dessus car leurs dates de construction et de démontage ne sont pas connues (construites entre les années 1930 et 1980. Il s'agit des remontées suivantes :
- Super-Besse : le téléski Plaine des Moutons.
- Mont-Dore : les télésièges 2p : Grand Barbier, Tremplin et Croix-Morand ; ainsi que les téléski : Val Blanc, Petite Suisse, Val d'Enfer, Pas de l'Âne, Pradets, Val de Courre 1, C.A.F., Guéry, Val d'Enfer 1, Val d'Enfer 2 et Tremplin[2].

### Site Externes
- Site officiel